# Serba Jaman Baroh
Serba Jaman Baroh is een bestuurslaag in het regentschap Aceh Utara van de provincie Atjeh, Indonesië. Serba Jaman Baroh telt 149 inwoners (volkstelling 2010).